# Квашнин, Александр Сергеевич
Александр Сергеевич Квашнин (род. 13 октября 1989 года) — российский художник, гравёр, ювелир, член-корреспондент РАХ (2019). Руководитель первого частного монетного двора в России.
Сын российского художника, гравера, ювелира, академика РАХ С. И. Квашнина (1955-2021).
Живёт и работает в Кирове.
В 2012 году — окончил Вятский государственный университет.
Персональная выставка: «Дизайн и реклама» (2020).
Член Европейской академии естественных наук.
В 2019 году — избран членом-корреспондентом Российской академии художеств от Отделения дизайна.